# Bill Meléndez
Bill Meléndez (* 15. November 1916 als José Cuauhtemoc Meléndez in Hermosillo, Mexiko; † 2. September 2008 in Santa Monica, Kalifornien) war ein mexikanischstämmiger US-amerikanischer Trickfilmzeichner. In einer mehr als 60 Jahre dauernden Karriere arbeitete Meléndez unter anderem als Animator in den Trickfilmstudios von Walt Disney, Leon Schlesinger und United Productions of America (UPA). Am bekanntesten wurde aber seine Zusammenarbeit mit Charles M. Schulz bei den Peanuts-Filmen.

## Biografie
Meléndez wurde in Hermosillo im nordmexikanischen Bundesstaat Sonora geboren. Seine Familie emigrierte 1928 in die Vereinigten Staaten. Er besuchte die Schule in Douglas, Arizona und studierte Kunst am Chouinard Art Institute, das heute Teil des California Institute of the Arts ist.
1938 wurde Bill Meléndez von Walt Disney als Zeichner eingestellt. Meléndez wirkte sowohl an den Langfilmen Pinocchio, Fantasia, Dumbo und Bambi als auch an mehreren Micky-Maus- und Donald-Duck-Filmen mit. Nach dem Streik von 1941, der die Arbeit in den Disney Studios für fünf Wochen lahmlegte, wurde Meléndez entlassen und wechselte zu Leon Schlesingers Trickfilmproduktion bei Warner Bros.
Bei Warner arbeitete Meléndez zunächst in dem Team von Bob Clampett, nach dessen Weggang dann unter der Leitung von Arthur Davis und Robert McKinsom. Meléndez animierte unter dem Namen J. C. Melendez zahlreiche Bugs-Bunny-, Daffy-Duck- und Schweinchen-Dick-Cartoons der Looney-Tunes-Reihe.
1948 wechselte Meléndez zur UPA, wo er unter anderem als Animator an dem oscarprämierten Cartoon Gerald McBoing-Boing mitwirkte. Bei UPA begann Meléndez erstmals, Werbespots zu produzieren. Er verließ daraufhin UPA und produzierte mehr als 1000 Industriefilme und Werbespots. Für seine Arbeit in diesem Bereich gewann Meléndez zahlreiche Preise. 1964 gründete Bill Meléndez schließlich mit „Bill Meléndez Production, Inc.“ seine eigene Produktionsfirma.
Schon im Jahr 1959 arbeitete Meléndez mit Charles M. Schulz an einer Umsetzung seiner Peanuts-Comics als Zeichentrickfilm, nachdem der Automobilkonzern Ford Interesse an einer Verwendung der Comicfiguren für eine Werbekampagne gezeigt hatte. 1965 wurde schließlich mit dem halbstündigen Weihnachtsspecial Die Peanuts – Fröhliche Weihnachten (A Charlie Brown Christmas) ein erster Peanuts-Fernsehfilm von Meléndez produziert. Der nach einem Drehbuch von Schulz realisierte Fernsehfilm gewann einen Emmy-Award und wurde zu einem Fernsehklassiker, der jährlich zu Weihnachten im US-amerikanischen Fernsehen wiederholt wird.
Charles M. Schulz verfügte, dass nur Meléndez Filme mit seinen Peanuts-Figuren produzieren durfte. In den folgenden 40 Jahren entstanden so rund 75 halbstündige Specials, fünf einstündige Fernsehfilme, vier Spielfilme (darunter der oscarnominierte Film Charlie Brown und seine Freunde) und mehr als 370 Werbespots. Meléndez war dabei nicht nur als Regisseur und Produzent tätig, sondern sprach auch die Originalstimmen von Snoopy und Woodstock.
Neben den Arbeiten an den Peanuts-Filmen blieb Meléndez auch weiterhin in der Werbebranche aktiv. 1970 eröffnete er ein Studio in London. In diesem Studio wurde 1979 der Zeichentrickfilm Der König von Narnia, basierend auf C. S. Lewis’ Roman Der König von Narnia, produziert, für den Meléndez eine weitere Emmy-Auszeichnung gewann.
In den 1980er Jahren produzierte Meléndez die ersten Garfield-Cartoons für das Fernsehen. Darüber hinaus entstanden mit der Charlie Brown und Snoopy Show und der Miniserie This Is America, Charlie Brown weitere Fernsehproduktionen in Zusammenarbeit mit Charles M. Schulz.
Bill Meléndez starb 91-jährig am 2. September 2008 im St. John’s Hospital im kalifornischen Santa Monica. Er war bis zuletzt aktiv im Filmgeschäft, sein letztes Charlie-Brown-Special wurde im Jahr 2006 veröffentlicht. Die Produktionsfirmen in Hollywood und London werden nach seinem Tod von seinem Sohn Steven C. Melendez weitergeführt.

## Filmografie (Auswahl)
- 1940: Pinocchio (Zeichner)
- 1940: Fantasia (Zeichner)
- 1941: Dumbo (Zeichner)
- 1942: Bambi (Zeichner)
- 1943: Falling Hare (Animator)
- 1946: Book Revue (Animator)
- 1946: The Great Piggy Bank Robbery (Animator)
- 1947: The Goofy Gophers (Animator)
- 1948: The Pest That Came to Dinner (Animator)
- 1950: What’s Up Doc? (Animator)
- 1951: Gerald McBoing-Boing (Animator)
- 1952: Madeline (Animator)
- 1953: Christopher Crumpet (Animator)
- 1965: Die Peanuts – Fröhliche Weihnachten (A Charlie Brown Christmas) (Regisseur und Produzent)
- 1966: Der große Kürbis (Regisseur und Produzent)
- 1969: Charlie Brown und seine Freunde (A Boy Named Charlie Brown) (Regisseur und Produzent)
- 1972: Snoopy (Snoopy Come Home) (Regisseur und Produzent)
- 1977: Lauf um Dein Leben, Charlie Brown! (Race for Your Life, Charlie Brown) (Regisseur und Produzent)
- 1979: Der König von Narnia (Regisseur)
- 1980: Gute Reise, Charlie Brown (Bon Voyage, Charlie Brown (and Don’t Come Back!!)) (Regisseur und Produzent)
- 1986: Prost Neujahr, Charlie Brown! (Happy New Year, Charlie Brown!, Kurzfilm) (Regisseur und Produzent)
- 1988: This Is America, Charlie Brown (Regisseur und Produzent)
- 1990: Der große Kampf der kleinen Janice (Why, Charlie Brown, Why?, Produzent)

## Auszeichnungen
- 1966: Emmy Award für A Charlie Brown Christmas (Outstanding Children’s Program)
- 1971: Oscar-Nominierung für Charlie Brown und seine Freunde (Beste Filmmusik)
- 1975: Emmy Award für Yes, Virginia, There Is a Santa Claus (Outstanding Children’s Special)
- 1976: Emmy Award für You’re a Good Sport, Charlie Brown  (Outstanding Children’s Special)
- 1979: Annie Awards: Winsor McCay Award für das Lebenswerk
- 1981: Emmy Award für Life Is a Circus, Charlie Brown (Outstanding Animated Program)
- 1984: Emmy Award für Garfield on the Town (Outstanding Animated Program)
- 1987: Emmy Award für Cathy (Outstanding Animated Program)